# Englische Eishockeyauswahl
Die Eishockeyauswahl Englands war eine Auswahl englischer Spieler, die von der English Ice Hockey Association bestimmt wurden, um das Land auf internationaler Ebene zu repräsentieren. 

## Geschichte
Die englische Landesauswahl wurde 1909 gegründet und nahm vor allem in ihrer Anfangszeit an zahlreichen internationalen Turnieren teil. Ab den 1950er Jahren beschränkte man sich jedoch überwiegend auf Spiele gegen die schottische Landesauswahl, auf die man zuletzt 1993 traf. Sowohl England, als auch Schottland, haben zwar ihre eigenen Landesverbände, jedoch unterstehen diese Ice Hockey UK, das mit der britischen Nationalmannschaft eine gemeinsame Nationalmannschaft für das Vereinigte Königreich aufstellt.